# 青い体験 (オリジナルビデオ)
『青い体験』（あおいたいけん）は、1980年代にオレンジビデオハウスが発売した成人指定のオリジナルビデオのシリーズ。アニメ作品2本と、実写作品1本が制作された。本稿では、以下の3作品について述べる。
- アニメ作品
  - 青い体験
  - 青い体験2　聖女隊ロストバージン
- 実写作品
  - 青い体験　実写本番編

## 概要
オレンジビデオハウスが1984年から1985年にかけて制作を手がけたシリーズで、アニメ作品の『青い体験』と『青い体験 2　聖女隊ロストバージン』、実写作品の『青い体験　実写本番編』の各作品からなる。アニメ作品2本は、劇画家を原作に迎えたことで知られる『スーパーアダルトアニメ』シリーズの一環としてリリースされたが、『青い体験 2』については劇画家原作ではない。

## シリーズ作品
青い体験
1984年11月10日発売。劇画家の羽中ルイが原作を担当したアダルトアニメ。家庭教師のアルバイトに赴いた女子大生の美貴が教え子の母親の情事を見て興奮、教え子を挑発し童貞を奪うというストーリー。作画にはやや粗さが見られるが、性行為の演出そのものは丁寧で、女性器の内部を描写するなどの新基軸の表現もみられる。後年では考えられないような修正の少なさから、知名度は低いものの一部で人気のある作品である。
青い体験　実写本番編
1984年11月21日発売。1作目のストーリーをベースに制作された実写版。主演は2000年代に至るまで現役で活動を続けるAV女優の中村京子。当時のアダルトビデオの中でもレアな一本であり、入手は困難。
青い体験2　聖女隊ロストバージン
1985年7月10日発売。実質的2作目。3人組のAVアイドルグループ聖女隊のメンバー・真衣の、軽井沢での初体験をもとに制作されたというアニメ作品。声優も真衣本人が担当している。